# Smolugi
Smolugi – wieś w Polsce położona w województwie podlaskim, w powiecie siemiatyckim, w gminie Dziadkowice.
W latach 1975–1998 miejscowość administracyjnie należała do województwa białostockiego.
Od 1465 r. przynależność do rzymskokatolickiej parafii Świętych Apostołów Piotra i Pawła w Dołubowie.
Według Powszechnego Spisu Ludności z 1921 roku wieś zamieszkiwało 113 osób, wśród których 101 było wyznania rzymskokatolickiego, 7 prawosławnego a 5 mojżeszowego. Jednocześnie 106 mieszkańców zadeklarowało polską przynależność narodową, a 7 białoruską. Było tu 18 budynków mieszkalnych.
We wsi utworzono dwa sołectwa: jedno, o nazwie Smolugi, obejmuje zasadniczą część wsi; drugie, zwane Smolugi-Kolonia, położone jest na południowy wschód od centrum miejscowości 52°36′37″N 22°55′48″E/52,610278 22,930000 i w 2007 zamieszkiwane było przez 51 mieszkańców.
Wierni kościoła rzymskokatolickiego należą do parafii Świętych Apostołów Piotra i Pawła w Dołubowie.